# Single Top 100
Cet article concerne le Single Top 100, anciennement connu sous le nom de Mega Top 50. Pour le Mega Top 50 (1993-2019) de la radio 3FM, voir Mega Top 30.
Le Single Top 100 est un classement de vente de musique néerlandais se basant sur les ventes physiques de singles, les téléchargements légaux et, depuis 2013, le streaming. Il est établi par Dutch Charts. 
Ce classement a officiellement débuté le 1er mai 2004, mais est de fait la continuation du Nationale Hitparade et du Mega Top 100. En tant que telle, la liste est la principale concurrente du Top 40 néerlandais depuis des années.
Le Single Top 100 est principalement destiné à l'industrie de la musique et aux amateurs de hit-parade et est l'un des quatre classements officiels aux Pays-Bas. Les trois autres étant le Mega Top 30 (diffusé sur NPO 3FM), le Nederlandse Top 40 (diffusé sur Qmusic) et le 538 Top 50 ; cependant, la diffusion de chansons à la radio (airplay) est également incluse pour ces trois classements, contrairement au Single Top 100.

## Histoire
Le classement a été créé en mai 1969 sous le nom de « Hilversum 3 Top 30 ». Ce top 30 avait pour prédécesseurs le Tijd voor Teenagers Top 10 du 30 novembre 1963 au 5 février 1966 et le Parool Top 20 (également connu sous le nom de PS Popparade) jusqu'en 1969. Au fil des ans, le classement a eu des noms et des nombres de places différents.
En avril 1971, à l'initiative du disc-jockey Felix Meurders (nl), le nom change pour devenir le Daverende Dertig (ou Daverende 30, « les trente tonitruants » en néerlandais). Incidemment, des noms tels que « Top 30 » et « Nationale Top 30 » ont d'abord été utilisés à la radio et dans des magazines tels que le Pop-Telescoop (nl) et divers journaux , mais en mai 1973, c'est le nom Daverende Dertig qui est retenu.
En juin 1974, le nom a été changé en Nationale Hitparade. En février 1987, il est devenu le Nationale Hitparade Top 100 et en décembre 1989 le Nationale Top 100. Ces derniers changements ont été adoptés à la fois par le radiodiffuseur TROS et l'éditeur des classements imprimés. Dans ses publications, cependant, Buma-Stemra a continué à se référer à la liste sous le nom de Nationale Hitparade, complété à partir de 1985 par le sous-titre « Single(s) Top 50 » et plus tard « Single Top 100 ».
À partir du 7 février 1993, le Nationale Top 100 s'est poursuivi sous le nom de Mega Top 50. Le 4 janvier 1997, le nombre de places du Mega Top a à nouveau été changé pour inclure cent places, devenant ainsi le Mega Top 100. À partir du 4 janvier 2003, le classement a à nouveau été raccourci pour Radio 3FM pour devenir de nouveau le Mega Top 50. Jusqu'au 1er mai 2004, le Mega Top 50 contenait les mêmes classements que le top 50 du Mega Top 100 original. Le Mega Top 50 était diffusé sur 3FM, tandis que le classement complet des 100 places (B2B Top 100) est mise à la disposition de l'industrie du disque et des détaillants de disques.
Le 1er mai 2004, les deux classements se sont séparés. À partir de cette date, les données de diffusions radio (airplay) de diverses stations de radio ont été ajoutées au Mega Top 50 (maintenant Mega Top 30). Le Mega Top 100, sans comprendre les données de diffusions radio, continue sous le nom Single Top 100 depuis lors. Le Mega Top 30 et le Single Top 100 partageaient ainsi le même classement jusqu'au 1er mai 2004.
Depuis juin 2013, les données de streaming sont comptabilisés dans le classement.

### Liste des noms
- 1969 – 1971 : Hilversum 3 Top 30
- 1971 – 1974 : Daverende 30
- 1974 – 1989 : Nationale Hitparade
  - 1974 – 1978 : Nationale Hitparade (top 30)
  - 1978 – 1987 : Nationale Hitparade (top 50)
  - 1987 – 1989 : Nationale Hitparade Top 100
- 1989 – 1993 : Nationale Top 100
- 1993 – 1996 : Mega Top 50
- 1997 – 2002 : Mega Top 100
- 2003 – 2004 : Mega Top 50 / B2B Top 100
- 2004 – présent : Single Top 100